# Consortium Linking Universities of Science and Technology for Education and Research
Le Réseau CLUSTER (pour Consortium Linking Universities of Science and Technology for Education and Research), est un réseau pan-européen d'excellence regroupant treize universités européennes réputées et six universités non européennes. Il a été fondé en 1990 à l'initiative de George Lespinard, ancien président de l'institut polytechnique de Grenoble.
Le but de ce réseau est de former un réseau universitaire pan-européen d'excellence tout en favorisant la mobilité étudiante, mais aussi la mobilité des enseignants, des chercheurs et des doctorants. L'idéal du réseau est de contribuer à la société du XXIe siècle par le biais de la formation et la recherche au plus haut niveau

## Liste des membres en Europe
- Université polytechnique de Catalogne à Barcelone
- Université de technologie de Darmstadt
- Institut de technologie de Karlsruhe
- Université technique d'Eindhoven
- Institut polytechnique de Grenoble (Grenoble INP)
- Université technologique d'Helsinki
- École polytechnique fédérale de Lausanne
- École polytechnique de Louvain
- Université de Lisbonne
- Institut royal de technologie de Stockholm
- École polytechnique de Turin
- Trinity College (Dublin)

## Membres associés
- Georgia Institute of Technology d'Atlanta
- Université Tsinghua de Pékin
- Polytechnique Montréal
- Université polytechnique de Tomsk
- Université de São Paulo